# At the Cliffs of River Rhine
At the Cliffs of River Rhine è un CD dal vivo degli Agitation Free, pubblicato dall'etichetta discografica Garden of Delights nel 1998.

## Tracce
Brani composti ed arrangiati da Agitation Free.
1. Through the Moods – 13:28
2. First Communication – 8:56
3. Dialogue & Random – 0:57
4. Laila – 10:03
5. In the Silence of the Morning Sunrise – 4:41

## Musicisti
- Lutz Ulbrich - chitarra
- Gustav Lütjens - chitarra
- Michael Hoenig - tastiere
- Michael Günther - basso
- Burghard Rausch - batteria[1]